# جوان إيفانز
جوان إيفانز (بالإنجليزية: Joan Evans) هي ممثلة أمريكية، ولدت في 18 يوليو 1934 بنيويورك في الولايات المتحدة.

## وصلات خارجية
- جوان إيفانز على موقع IMDb (الإنجليزية)
- جوان إيفانز على موقع قاعدة بيانات الفيلم (الإنجليزية)